# Wallyscar
Wallyscar est un constructeur automobile tunisien fondé à Tunis en 2006 et basé à Ben Arous.

## Historique
Fin 2005, les frères Zied et Omar Guiga rencontrent à Wallis-et-Futuna René Boesch, l'un des créateurs de la Dallas, inspirée de la Willys MB, cette dernière plus connue sous le surnom de « Jeep »,. C'est donc en référence à l'archipel français qu'ils décident de créer une marque de véhicule de loisirs sous le nom de Wallys.
En 2008, Wallyscar présente au Mondial de l'automobile de Paris son modèle Izis, avec sa carrosserie elle aussi inspirée de celle de la Jeep Willys de l'armée américaine. Elle devient dès lors la seule voiture conçue et fabriquée en Tunisie,. Le constructeur noue un partenariat avec PSA Peugeot Citroën pour la fourniture de la mécanique de base et vise d'abord les marchés français puis méditerranéen.
Les prévisions originelles de vente sont de 200 véhicules dès 2009, puis près de 800 par an dès 2010. Cependant, seuls quinze véhicules sont vendus à la fin 2009, une contre-performance attribuée à une faible capacité de production, que la nouvelle unité d'assemblage de Ben Arous doit améliorer.
Par ailleurs, Wallyscar connaît des délais pour obtenir son homologation en France, qui représente 90 % de sa clientèle, et subit la morosité économique et politique tunisienne, une situation qui dure jusqu'à la révolution de 2011, d'autant que son fondateur, Zied Guiga, petit-fils de l'ancien ministre Driss Guiga et fils de l'entrepreneur Kaïs Guiga, aurait été en délicatesse avec le régime de Zine el-Abidine Ben Ali selon Jeune Afrique.
Après la révolution, le constructeur noue des partenariats avec des fournisseurs tunisiens, dont les pièces constituent jusqu'à 41 % de la valeur du modèle Izis et les ventes s'accroissent peu à peu, atteignant 100 véhicules en 2011 et 216 en 2012, avec un retour sur investissement prévu en 2016. En 2012, Wallyscar est le seul représentant africain au Mondial de l'automobile de Paris. Il tente également d'accroître son réseau en France, en Belgique, au Brésil, au Panama, en Italie et en Espagne,. En 2023, les véhicules Wallyscar sont principalement présents et utilisés en Afrique, en Europe et au Moyen-Orient.
Entre 2008 et 2013, 2 000 Izis sont produites, dont 80 % sont exportées.
En mars 2017, Wallyscar commence à commercialiser une deuxième voiture, Iris, au prix de 30 900 dinars. Sa configuration standard est basique, mais Wallys offre une large gamme d'options. Ces dernières comprennent des projecteurs et des antibrouillards à LED, une caméra de recul, un radar de recul et un écran tactile central.
En mai 2019, la société signe un partenariat avec la compagnie d'assurances tunisienne GAT Assurances. Cet accord a pour mission d'offrir des conditions avantageuses sur l'assurance tous risques aux propriétaires de Wallyscar.
En juin 2019, la direction annonce avoir levé dix millions de dinars auprès de la joint-venture Ekuity Capital qui appartient au fonds souverain koweïtien (Kuwait Investment Authority) et à l'État tunisien. Elle annonce aussi ses objectifs : « maximum trois mois de délai d'attente et 2 000 voitures produites en une année ». Elle se lance dès 2021 dans la fabrication de voitures plus traditionnelles, avec les Wallys 619 (citadine) et 216 (pick-up), qui sont des versions rebadgées et légèrement modifiées de véhicules iraniens sur la base de Ford Festiva de première génération.
Fin 2022, en partenariat avec le constructeur automobile iranien Iran Khodro, Wallyscar lance la Wallys 719, une version rebadgée et légèrement modifiée de l'IKCO Runna (modèle qui reprend lui-même une base de Peugeot 206 à quatre portes),.
En juillet 2023, Wallyscar présente sa toute nouvelle production SUV, 'Wolf',. Ce modèle se distingue du style traditionnel de Wallys en termes de design. L’arrière du SUV comporte quatre sorties d’échappement et un diffuseur aérodynamique. Son capot plongeant surplombe une grille de calandre basse. De plus, L’intérieur du SUV est composé de polyester recyclé, de polyamide et du cuir semi-aniline,.

## Prix et exposition médiatique
En janvier 2018, Omar Guiga est l'un des trois gagnants du Arab Youth Campaign on Innovation Contest, un concours organisé par le Fonds monétaire international en ciblant les 18 et 35 ans de la région Moyen-Orient/Afrique du Nord,.
Le 3 novembre 2019 a lieu à Carthage le premier rassemblement des fans de la Wallyscar, organisé par le Wallyscar Fan Club.
En décembre 2019, un reportage d'Euronews dans la catégorie « Inspirer le Moyen-Orient » est dédié à la compagnie.

## Modèles

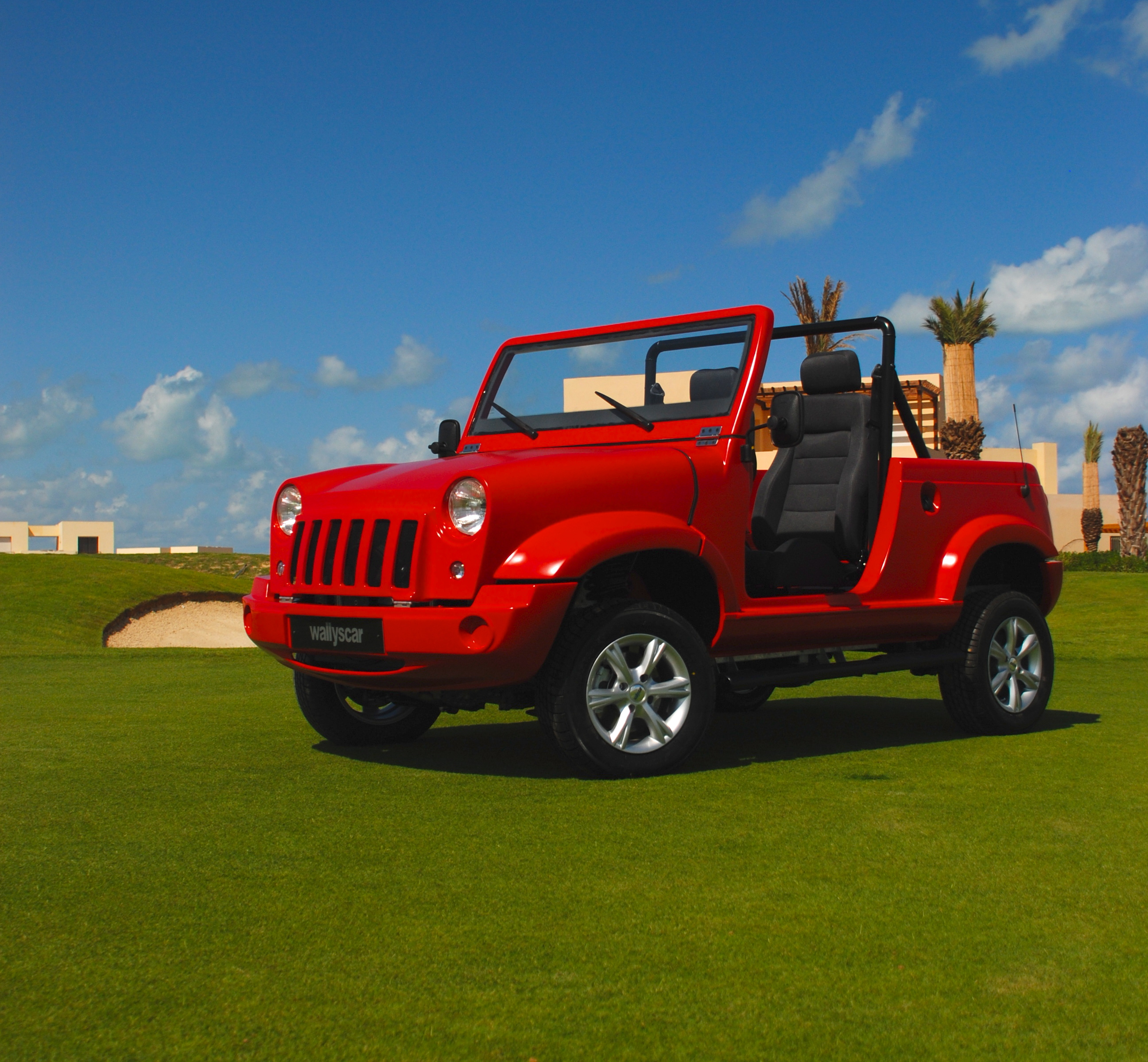
Izis de couleur rouge.
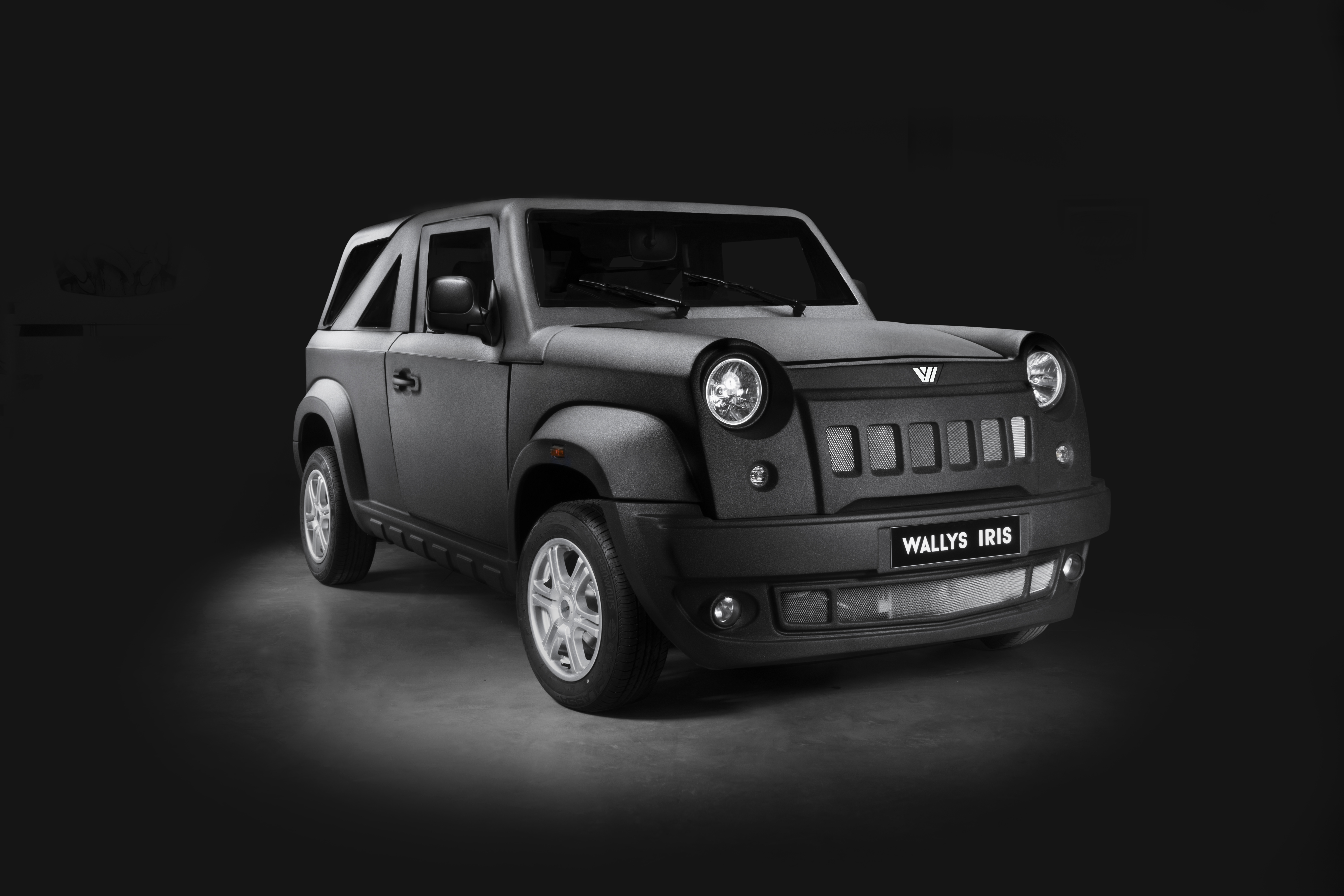
Iris de couleur noire.
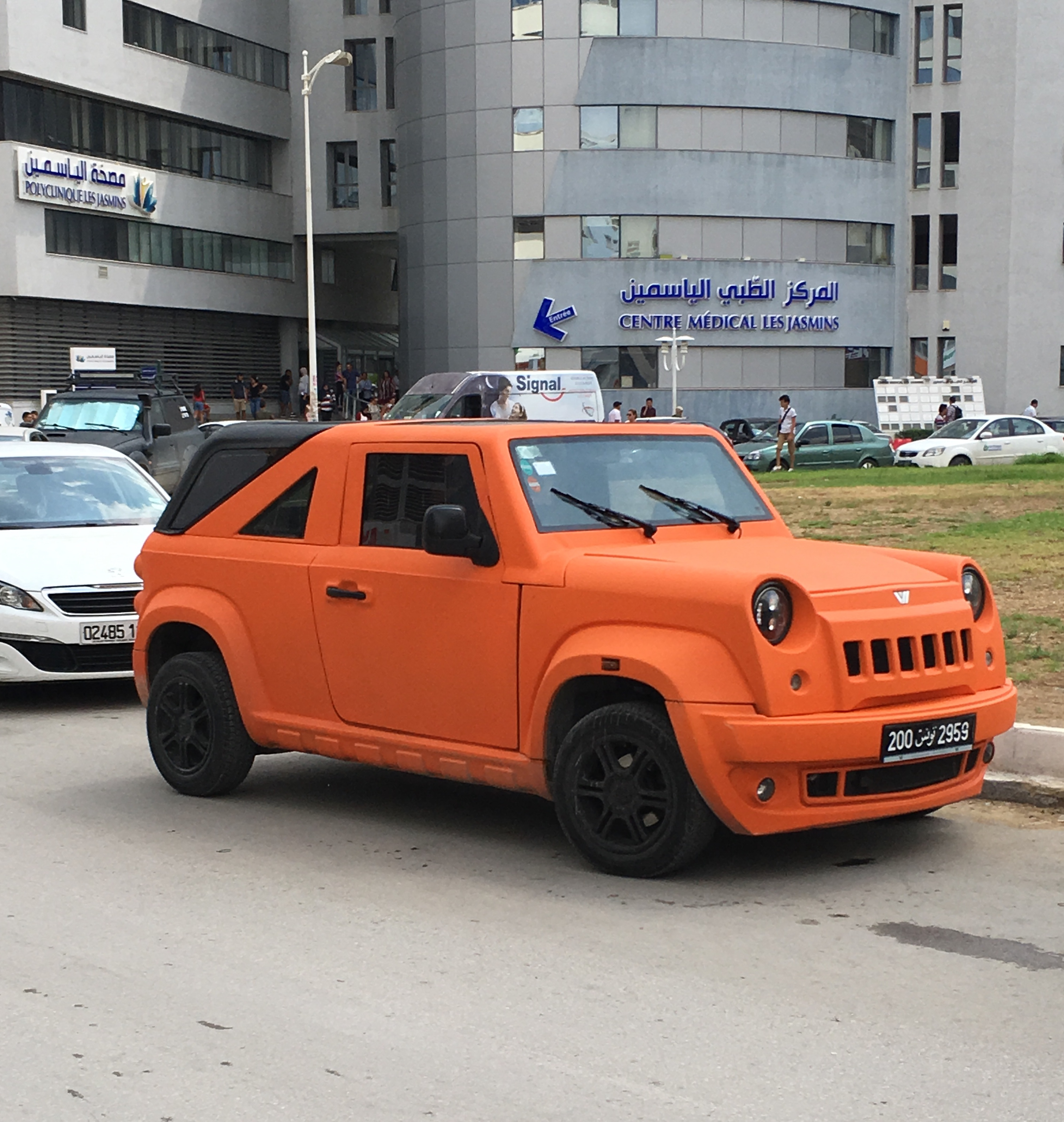
Iris dans le Centre urbain nord (Tunis) en 2019.